# ماریانو سابینو لوپس
ماریانو سابینو لوپس (Mariano Sabino Lopes) (متولد ۱۲ آوریل ۱۹۷۵)، که با نام مستعار Assanami نیز شناخته می‌شود، یک سیاست‌مدار تیمور شرقی و از اعضای حزب دموکرات (PD) است. او بین سال‌های ۲۰۰۱ تا ۲۰۰۷ میلادی عضو پارلمان ملی تیمور شرقی، بین اوت ۲۰۰۷ تا فوریه ۲۰۱۵ وزیر کشاورزی و شیلات بود و از اکتبر ۲۰۱۷ تا ژوئن ۲۰۱۸ وزیر دولت و وزیر منابع معدنی بود. در ژوئن ۲۰۱۸، او عضویت خود در پارلمان ملی را از سر گرفت.

## زندگی ابتدائی و حرفه
سابینو مدرسه ابتدایی را در پایراره که بعداً به لاوتم تغیرنام یافت، به اتمام رساند. در سال ۱۹۹۱ میلادی، او تحصیل در دانشگاه براویجایا در مالنگ، شرق جاوا، اندونزی آغاز کرد. در آن‌جا، او به مقاومت ملی دانشجویان تیمور شرقی (Resistência Nacional dos Estudantes de Timor-Leste (RENETIL)) پیوست. در میان چیزهای دیگر، او طرح‌هایی را برای نفوذ به Ikatan Mahasiswa dan Pelajar Timor Timur (IMPETTU)، انجمن دانشجویی اندونزیایی – تیمور شرقی تدوین کرد. همچنین در اشغال سفارت ۱۹۹۵ در جاکارتا و تظاهرات سال ۱۹۹۸ شرکت داشت.
در آوریل ۱۹۹۹، چند ماه قبل از همه‌پرسی استقلال، سابینو ۸۵۰ دانشجو از دانشگاه‌های اندونزیایی را سازمان‌دهی کرد تا به تیمور شرقی بازگشته و برای استقلال کمپین کنند. در آن زمان او معاون دبیرکل RENETIL و رئیس Ikatan Mahasiswa dan Pelajar Timor Timur (IMPETTU)، انجمن دانشجویی تیمور شرقی بود.

## حرفه سیاسی
در سال ۲۰۰۱، سابینو به عنوان کاندیدای حزب دموکرات برای مجلس مؤسسان تیمور شرقی انتخاب شد که پارلمان ملی در سال ۲۰۰۲ از آن بیرون آمد. در ۳۱ اوت ۲۰۰۷، او مجبور شد، کرسی خود را مطابق با قانون اساسی پس از ادای سوگند به عنوان وزیر کشاورزی، جنگل‌داری و شیلات در حکومت مشروطه چهارم به ریاست نخست‌وزیر Xanana Gusmão، رها کند.
بر اساس یک تلگراف دیپلماتیک محرمانه توسط شارژدافیر وقت ایالات متحده در دیلی که ظاهراً بعداً در اختیار ویکی لیکس (WikiLeaks) قرار گرفت:
لوپس باید در ۸ اوت سوگند یاد می‌کرد، اما مجبور شد با فشارهای لحظه آخری از درون حزب خود حزب دموکرات (PD) برای انحلال مقابله کند. او سرانجام پس از اصرار مکرر نخست‌وزیر گوسمائو و رئیس پارلمان فرناندو د آرائوخو («لاسما») پذیرفت. لوپس توسط برخی متهم شده‌است که بدون مشورت کافی با حزب، به ویژه بدنه اصلی آن، کمیسیون ملی سیاسی، برای مشارکت حزب PD در دولت جدید مذاکره کرده‌است. این موضوع احتمالاً در کنفرانس آتی حزب PD مشخص خواهد شد.— Henry Rector, Charge d' Affaires, U.S. Embassy, Dili, East Timor, Department of State، Timor-Leste's New Cabinet Complete، Wikileaks Public Library of US Diplomacy
در اوت ۲۰۰۸، تحقیقاتی دربارهٔ اتهامات فساد علیه سابینو و وزیر دیگر، لوسیا لوباتو، توسط آماندیو د سا بنیویدس، معاون اداره حقوق بشر و عدالت (پرتغالی: Provedoria dos Direitos Humanos e Justiça (PDHJ)) آغاز شد. با این حال، سابینو تا ۱۶ فوریه ۲۰۱۵ در دفتر وزیری خود در طول حکومت‌های مشروطه چهارم و پنجم باقی ماند، زمانی که حکومت پنجم با ششم مشروطه به رهبری نخست‌وزیر روی ماریا د آرائوخو تبدیل شد.
در اکتبر ۲۰۱۵، اتاق مفتشین تیمور شرقی سابینو را به «نقض‌های مالی احتمالی» متهم کرد که گفته می‌شد منجر به زیان احتمالی بیش از ۱۱ میلیون دلار میان سال‌های ۲۰۱۱ تا ۲۰۱۴ میلادی شده‌است. در برخی موارد، طبق تفتیش وزارت کشاورزی و شیلات، قراردادهای تأمین کالا و خدمات با شرکت‌های نزدیک به سابینو بدون رعایت طرزالعمل‌های لازم منعقد شده بود.
در سال ۲۰۱۷، سابینو مجدداً در فهرست حزب دموکرات در صدر انتخاب شد تا به پارلمان ملی نامزد گردد. با این حال، در ۳ اکتبر ۲۰۱۷، وی به عنوان وزیر شورای وزیران در حکومت هفتم مشروطه به رهبری نخست‌وزیر ماری آلکاتیری سوگند یاد کرد و بنابراین مجبور شد، دوباره کرسی خود را مطابق قانون اساسی رها کند. از آن‌جایی که اداره اقلیت PD/ فرتیلین نتوانست در پارلمان ملی پیروز شود، رئیس‌جمهور فرانسیسکو گوترش پارلمان را منحل کرده و انتخابات پارلمانی جدید را فراخواند. در این انتخابات که در ۱۲ می ۲۰۱۸ برگزار شد، سابینو دوباره در فهرست PD در صدر قرار گرفت و دوباره به پارلمان راه یافت که در آن PD در ابتدا بخشی از اپوزیسیون بود. دوران تصدی سابینو به عنوان وزیر با روی کار آمدن دولت هشتم مشروطه در ۲۲ ژوئن ۲۰۱۸ به پایان رسید.
در سال ۲۰۱۹، سابینو عضو کمیته پارلمانی برای اقتصاد و توسعه (کمیته D) بود.

## زندگی شخصی
پدر ماریانو، ماتیوس سابینو، لیورای از لورو، لاوتم و مادرش جولیتا ریبیرو نام داشت.
نام مستعار او از واژه‌های تتومی Assa به معنی «پرنده» و Nami به معنی «پدر» ترکیب شده‌است.